# Paul Ackford
Paul John Ackford (Hannover, 26 de febrero de 1958) es un exagente de policía y exrugbista británico, nacido en Alemania Oriental, que se desempeñaba como segunda línea. Fue internacional con la selección de rugby de Inglaterra ( la Rosa) de 1988 a 1991.

## Biografía
Estudió en la Universidad de Cambridge y allí jugó con el equipo universitario, disputando el The Varsity Matches en 1979. Tras su egreso se unió a la Scotland Yard, jugó para su equipo de rugby y fue compañero del también rugbista internacional Wade Dooley.
En 1983 se unió a los Harlequins FC, fue campeón de la Anglo-Welsh Cup de 1987-88 y 1990-91, y se retiró en 1993, por entonces el rugby era un deporte aficionado. Ya jubilado fue columnista para el periódico The Sunday Telegraph.

## Selección nacional
Representó a Inglaterra A en 1979. Geoff Cooke lo seleccionó a la Rosa por vez primera en noviembre de 1988, para las Pruebas de fin de año y debutó ante los Wallabies.
En 1990 quedó inconsciente tras un golpe del hooker argentino Federico Méndez, quien fue inmediatamente expulsado y luego declaró haberlo confundido, porque en realidad pretendía golpear a Jeff Probyn por haberle pisado la cabeza. Como titular formó junto a Dooley y fue campeón del Torneo de las Cinco Naciones 1991 mediante Grand Slam.

### Participaciones en Copas del Mundo
Cooke lo convocó para Inglaterra 1991 como titular y se alineó con Dooley. Allí marcó al capitán neozelandés Gary Whetton y en la Final a la leyenda australiana John Eales.
| Mundial                       | Sede       | Resultado  | PJ | Tries |
| ----------------------------- | ---------- | ---------- | -- | ----- |
| Copa Mundial de Rugby de 1991 | Inglaterra | Subcampeón | 5  | 0     |

### Leones
En 1989 el escocés Ian McGeechan lo seleccionó a los Leones Británicos e Irlandeses para disputar la Gira a Australia. Fue titular por sobre el capitán irlandés Donal Lenihan y jugó las tres pruebas ante los Wallabies.
Meses después hubo un histórico partido por las celebraciones del Bicentenario de la Revolución Francesa y jugó contra Les Bleus. En 1990 se lo convocó nuevamente para The Skilball Trophy, jugó la prueba contra el combinado europeo y formó con el irlandés Neil Francis.